# Pedro de Araújo Lima
Pedro de Araújo Lima (ur. 22 grudnia 1793 w Sirinhaém, zm. 7 czerwca 1870 w Rio de Janeiro) – brazylijski arystokrata, markiz Olindy, 4., 9., 14. i 17. premier Brazylii.

## Życiorys

### Wczesne życie
Urodził się 22 grudnia 1793 na farmie Antas, w pobliżu Sirinhaém w bogatej rodzinie Any Teixeiry Cavalcante i Manuela de Araújo Limy, posiadającej kilka plantacji trzciny cukrowej.
Ponieważ dostęp do szkół, znajdujących się wówczas prawie wyłącznie w większych miastach był ograniczony, de Araújo nauczył się czytać i pisać w domu. W 1805, w wieku 12 lat, zamieszkał ze swoim stryjem w Recife. W 1813 rozpoczął studia prawnicze na uniwersytecie w Coimbrze. De Araújo okazał się bardzo dobrym uczniem i ukończył studia 15 marca 1817. W grudniu 1819 powrócił do Pernambuco, gdzie zajął się dziennikarstwem.

### Kariera polityczna

#### Poseł doKortezów Generalnych i Nadzwyczajnych Narodu Portugalskiego[a]
7 czerwca 1821 został wybrany na posła z okręgów Olinda i Recife do portugalskiego parlamentu. W wieku dwudziestu ośmiu lat, reprezentując stan Pernambuco, udał się do Portugalii i zasiadł w parlamencie. Należał do 50 brazylijskich posłów, którzy odważnie walczyli przeciwko 130 posłom portugalskim, chcącym zredukować Brazylię ponownie do roli kolonii Portugalii. 4 listopada 1822 jego kadencja dobiegła końca, a on sam udał się najpierw do Anglii, a następnie 30 kwietnia powrócił do Rio de Janeiro.

#### Pierwszakadencja
29 września 1848 Francisco de Paula Sousa e Melo poddał się do dymisji z powodu choroby oraz niemożności porozumienia rządu z Izbą Deputowanych. Cesarz chciał, by jego miejsce zajął José da Costa Carvalho, ten jednak nie chciał objąć urzędu, proponując na stanowisko De Araújo, który został premierem. Program rządowy opierał się wyłącznie na przestrzeganiu i egzekwowaniu konstytucji. Rząd został rozwiązany 8 października 1849.

#### Druga kadencja

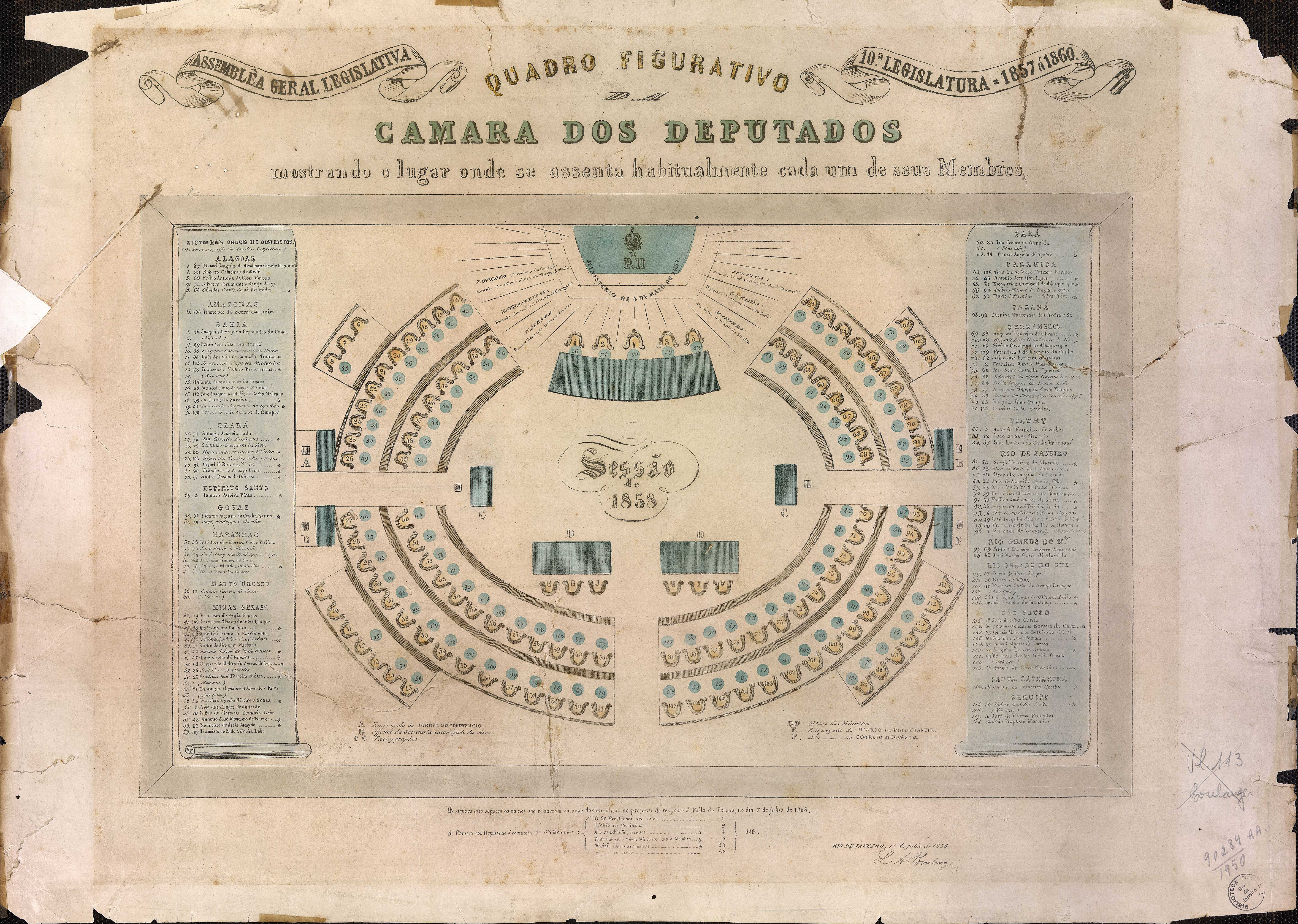
Skład rządu de Araújo w Izbie Deputowanych w 1858

De Araújo objął funkcję premiera 4 maja 1857. Do jego głównych postulatów należało reforma systemu kredytów hipotecznych, udoskonalenie prawodawstwa karnego i procesowego oraz stworzenie projektu ustawy regulującego rekrutację. Rząd został rozwiązany 12 grudnia 1858.

#### Trzecia kadencja
De Araújo objął władzę 30 maja 1862, tworząc rząd złożony z ludzi bez silnych powiązań partyjnych. Do jego głównych postulatów należało poprawienie stanu handlu i rolnictwa oraz zatrzymanie dalszych nadużyć tymczasowego aresztowania. Rząd został rozwiązany 15 stycznia 1864.

#### Czwarta kadencja
12 maja 1865 de Araújo ponownie został premierem, na prośbę Piotra II po tym, jak odrzucił ją Joaquim Nabuco de Araujo. Program rządowy opierał się na szukaniu jak najlepszego i najbardziej honorowego zakończenia wojny paragwajskiej. Rząd został rozwiązany 3 sierpnia 1866.

### Późniejsze życie i śmierć
Zmarł 7 czerwca 1870 w Rio de Janeiro z przyczyn naturalnych.

## Życie prywatne
Był mężem Luízy de Figueiredo.